# Иштван III
Иштван III (венг. III. István, хорв. Stjepan III., словац. Štefan III; 1147 — 4 марта 1172) — король Венгрии и Хорватии в 1162—1172 годах, из династии Арпадов.

## Биография
Старший сын короля Гезы II и его жены Ефросиньи Киевской (дочери Мстислава I Владимировича Великого). Его крёстным отцом стал король Франции Людовик VII, направлявшийся в то время в Крестовый поход. Иштван взошел на трон после смерти отца, будучи еще подростком. На протяжении всего своего недолгого правления боролся с происками своего злейшего врага — деятельного и коварного Византийского императора Мануила I Комнина, стремившегося поставить Венгрию под власть Византии. Первое царствование Иштвана III длилось не больше двух месяцев, так как император Мануил решил посадить на венгерский трон дядю Иштвана Ласло (Владислава) II, согласного подчинить Венгрию Византийскому влиянию. Иштвану, королеве-матери и двоим младшим братьям короля пришлось укрыться в Пожони. 14 января 1163 Владислав II умер, однако его приспешники провозгласили королём его младшего брата Иштвана IV. Новый король также безоговорочно поддерживал Византийскую империю. Его действия вызвали недовольство венгерской знати, которая попыталась свергнуть узурпатора, но безуспешно. Тем временем Иштван III попросил поддержки у императора Священной Римской империи Фридриха I Барбароссы. С помощью армии императора Иштвану удалось арестовать дядю и взойти на трон (июнь 1163). Впрочем, по просьбе архиепископа Эстергомского Лукаша, Иштван III вскоре вернул своему тезоименитому дяде свободу; тот сразу же сбежал в Византию, и император Мануил продолжил разыгрывать антивенгерскую узурпаторскую карту. В конце 1163 византийцы вторглись в пределы Венгрии, но получили отпор. Тогда император решил сменить тактику. Он официально отказал в поддержке Иштвану IV, осознав бесперспективность этой ставки. В обмен на мир и признание Иштвана III законным королём от последнего требовались: 1) область Серемшег, ранее уступленная Византии узурпатором Иштваном IV, и 2) младший брат короля Бела в качестве заложника. Беле было в то время ок. 14 лет. Король принял эти условия. Срем отошёл к Византии. Бела отправился в Константинополь. Но мир так и не наступил. Уже во 2-й пол. 1164 Комнин начал войну за «наследство Белы», коему его отец — король Геза II — завещал корону Хорватии и Далмации. В результате обе эти области оказались, в конечном счёте, отторгнутыми от Венгерского королевства (1167). Неоднократные попытки Иштвана III вернуть утраченные территории вооружённым путём успеха не имели.
В непрестанных войнах с Византией Иштван III искал союза с чехами, немцами и русскими. В 1167 году он женился на дочери Галицкого князя Ярослава Владимирковича Осмомысла. Но Мануилу Комнину удалось расстроить и этот брак, и русско-венгерский союз. Он сумел привлечь Осмомысла на свою сторону, пообещав ему помощь в дальнейшей борьбе Галича за независимость от Киева.
Иштван III отослал свою русскую жену назад к отцу и в 1168 году женился на Агнессе Австрийской (ум. ок. 1183), дочери австрийского герцога Генриха II. У них родились двое сыновей, один из которых прожил меньше года, а другой умер через несколько дней после рождения (и уже после смерти отца).
В начале 1172 года Иштван III принимал у себя в королевстве своего крёстного отца Людовика VII Французского, совершавшего паломничество в Святую землю. В нём Иштван также искал себе союзника в борьбе против Византии, но неожиданно заболел и скоропостижно скончался (4 марта), не прожив и 25 лет. Здесь никак нельзя исключать версию отравления, поскольку молодой король Иштван умер как нельзя более «своевременно» всё для того же императора Мануила. Во-первых, франко-венгерский союз так и не был создан. Во-вторых, жена Иштвана Агнесса в то время как раз ждала ребёнка, который должен был стать наследником Венгерского престола; но после смерти отца младенцу не удалось прожить долго. В-третьих, у императора Мануила уже был готов новый претендент — или, вернее, ставленник — на венгерский трон — младший брат короля Бела, 8 с лишним лет проживший в Византии, усвоивший греческий язык и обычаи и даже получивший новое православное имя Алексей. В отличие от прежних узурпаторов, Бела являлся законным наследником венгерского престола в случае смерти своего старшего брата и при отсутствии у него наследников мужского пола. На всякий случай Белу сопровождало в Венгрию византийское войско, но никакого сколь-нибудь серьёзного сопротивления со стороны его матери Ефросиньи и младшего брата Гезы так и не последовало. Легитимность Белы сделала своё дело. Новым королём Венгрии стал Бела III.